# Karel Anděl
Karel Anděl (28 dicembre 1884 – 17 marzo 1947) è stato un astronomo ceco.
Durante la sua attività si occupò di selenografia, ovvero dello studio della superficie lunare.
Gli sono stati dedicati il cratere Anděl sulla superficie della Luna e l'asteroide 22465 Karelanděl.

## Opere
- Mappa Selenographica, 1926, Praga.

| Controllo di autorità | VIAF (EN) 83656173 · GND (DE) 1163558346 |